# Douvres-la-Délivrande
Douvres-la-Délivrande är en kommun i departementet Calvados i regionen Normandie i norra Frankrike. Kommunen ligger i kantonen Douvres-la-Délivrande som ligger i arrondissementet Caen. År 2022 hade Douvres-la-Délivrande 5 123 invånare.

## Befolkningsutveckling
Antalet invånare i kommunen Douvres-la-Délivrande
Referens: INSEE